# Houdini (utwór Eminema)
„Houdini” – utwór amerykańskiego rapera Eminema, będący pierwszym singlem z jego dwunastego albumu The Death of Slim Shady (Coup de Grâce). Został wydany 31 maja 2024 roku nakładem Shady Records, Aftermath Entertaintment oraz Interscope Records.
Utwór zawiera wiele odniesień do wcześniejszych utworów rapera, zwłaszcza do utworu „Without Me” oraz kultury popularnej.

## Tło i kompozycja
Dwunasty album rapera, The Death of Slim Shady (Coup de Grâce) został zapowiedziany w połowie kwietnia 2024 roku. 28 maja raper dodał krótki film na swoich mediach społecznościowych z komikiem i iluzjonistą Davidem Blaine’em, gdzie prosi go pomoc w wykonaniu kilku sztuczek iluzjonistycznych, dodając, że jest najbardziej kompetentną osobą, która może to zrobić. Komik prosi rapera o chwilę cierpliwości, po czym wchodzi do restauracji, wypija kieliszek wina, po czym zaczyna ten kieliszek jeść. W międzyczasie raper odnosi się do swojego poprzedniego nagrania, mówiąc, że jego ostatnią sztuczką będzie sprawienie, że jego kariera „zniknie”. Na końcu pojawia się zapowiedź singla zatytułowanego „Houdini” promującego album, który ukazał się 31 maja, kilka godzin później raper wypuścił oficjalną okładkę do utworu.
„Houdini” został wydany 31 maja 2024 roku, a inspiracją do nazwy utworu był węgierski iluzjonista Harry Houdini, który zmarł podczas jednego z występów w tym samym mieście, w którym urodził się Eminem, czyli Detroit w stanie Michigan. Utwór zaczyna się słynnym zwrotem „Guess who's back, back again? Shady's back, tell a friend” zaczerpniętym z refrenu utworu „Without Me” samego rapera oraz innych jego utworów, między innymi „My Name Is” i „Just Lose It”. „Houdini” i jego refren został oparty na melodii i słowach utworu „Abracadabra” zespołu Steve Miller Band, a sam założyciel grupy Steve Miller pozytywnie odebrał wykorzystanie jego kompozycji przez rapera w swoim utworze.
Raper odwołuje się w utworze do wielu osobistości z różnych dziedzin showbiznesu, między innymi tytułowego Houdiniego, fikcyjnego porwania Sherri Papini, aktora RuPaula, wokalisty R. Kelly'ego i molestowania przez niego nieletnich dziewczyn czy piosenkarki Megan Thee Stalion oraz postrzelenia niej w stopy przez innego rapera Tory'ego Laneza. Ponadto zaczepia lub wręcz obraża swoich przyjaciół – Dr. Dre, Jimmy'ego Iovine'a, swojego menadżera Paula Rosenberga czy nawet swoje dzieci, nazywając je wprost „bachorami” oraz samego siebie.

## Teledysk
Do utworu powstał teledysk w reżyserii Richa Lee, który wcześniej wyreżyserował teledyski do utworów „Not Afraid”, „Rap God”, „The Monster”, „Phenomenal”, „Walk on Water” i „Venom”. W teledysku mocno bazowanym na „Without Me”, raper przenosi się do miasta inspirowanego Gotham City z serii o Batmanie, do którego poprzez portal przenosi się również jego alter ego – Slim Shady z początku lat dwutysięcznych i rapera ma za zadanie go zwalczyć. Podczas trwania teledysku można w nim zobaczyć występy takich osób jak Dr. Dre, 50 Cent, Snoop Dogg, Royce da 5′9″, Denaun Porter, Westside Boogie, Grip, Ez Mil, The Alchemist, Shane Gillis, Pete Davidson, Samantha Mack, Ryan Keely, Paul Rosenberg, Jimmy Iovine oraz dzieci rapera – Hailie Jade, Alaina Marie i Stevie Laine. W teledysku zostało odtworzonych kilka scen z teledysku do „Without Me”, między innymi pobudkę w willi rapera, podróż samochodem z Dr. Dre czy wejście z liną po pionowej ścianie gdzie na szczycie budynku raper zawalczył ze swoim alter ego i zamiast je pokonać, połączył się z nim, tworząc jedną postać, zachowując swój zarost, jednak zmieniając kolor włosów na blond, uciekając na koniec samochodem z Pete’em Davidsonem przez miasto.

## Odbiór komercyjny
Utwór zadebiutował na pierwszym miejscu UK Singles Chart. Był to jego jedenasty utwór, który znalazł się na szczycie listy, pierwszym od czasów utworu „Godzilla” z Juice Wrldem z 2020 roku oraz pierwszym solowym od czasów „Like Toy Soldiers” z 2005 roku. Był to najlepszy wynik rapera w ciągu jednego tygodnia od czasów „Without Me” z 2002 roku oraz był to pierwszy utwór, który utrzymał się na pierwszym miejscu tej listy przez dwa tygodnie.
W rodzimych Stanach Zjednoczonych utwór zadebiutował na drugim miejscu listy Billboard Hot 100. Był to jego dwudziesty trzeci utwór, który zadebiutował w pierwszej dziesiątce zestawienia i pierwszy od czasów utworu „The Monster” z Rihanną sprzed dekady.
Oprócz Wielkiej Brytanii, utwór zadebiutował na pierwszym miejscu w Australii, Austrii, Kanadzie, Islandii, Łotwie, Luksemburgu, Maroko, Nowej Zelandii, Norwegii, Portugalii, Afryce Południowej oraz Szwajcarii.
Nagranie w Polsce uzyskało certyfikat dwukrotnie platynowej płyty.
| Rok  | Organizacja             | Kategoria                       | Rezultat  | Przypisy      |
| ---- | ----------------------- | ------------------------------- | --------- | ------------- |
| 2024 | MTV Europe Music Awards | „Najlepszy teledysk”            | Nominacja | [ 30 ]        |
| 2024 | MTV Video Music Awards  | „Teledysk roku”                 | Nominacja | [ 31 ] [ 32 ] |
| 2024 | MTV Video Music Awards  | „Najlepszy hip-hopowy teledysk” | Wygrana   | [ 31 ] [ 32 ] |
| 2024 | MTV Video Music Awards  | „Najlepsza reżyseria”           | Nominacja | [ 31 ] [ 32 ] |
| 2024 | MTV Video Music Awards  | „Najlepszy montaż”              | Nominacja | [ 31 ] [ 32 ] |
| 2024 | MTV Video Music Awards  | „Najlepsze efekty specjalne”    | Wygrana   | [ 31 ] [ 32 ] |
| 2024 | MTV Video Music Awards  | „Piosenka lata”                 | Nominacja | [ 31 ] [ 32 ] |
| 2025 | Nagroda Grammy          | „Najlepszy występ rapowy”       | Nominacja | [ 33 ]        |
| 2025 | Nagroda Grammy          | „Najlepszy teledysk”            | Nominacja | [ 33 ]        |